# إرنيستو مومبيلي
إرنستو مومبيلي (بالإيطالية: Ernesto Mombelli)‏ (و. 1867 - ت. 1932) هو قائد عسكري إيطالي. تولى حكم مستعمرة برقة من منتصف عام 1924 وحتى ديسمبر 1926.
حارب في الحرب التركية الإيطالية، كما قاد القوات الإيطالية ضمن في جيش الحلفاء في الجبهة المقدونية في الحرب العالمية الأولى كما قاد قوات بلده ضمن قوات الحلفاء المحتلة للقسطنطينية بعد الحرب.
تحصل على ميدالية الخدمة المميزة الخاصة بالجيش الأمريكي، وقد منحها له الرئيس الأمريكي للخدمات التي قدمها خلال الحرب في مقدونيا، وفي بعثة الحلفاء إلى المجر.